# Eva Watson-Schütze

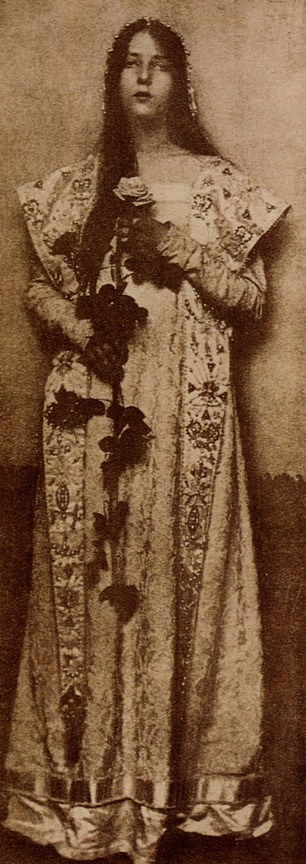
Eva Watson-Schütze: Růže, heliogravura publikovaná v magazínu Camera Work, No. 9, 1905, gumotiskový dvojchromanový proces, 34 × 12,7 cm

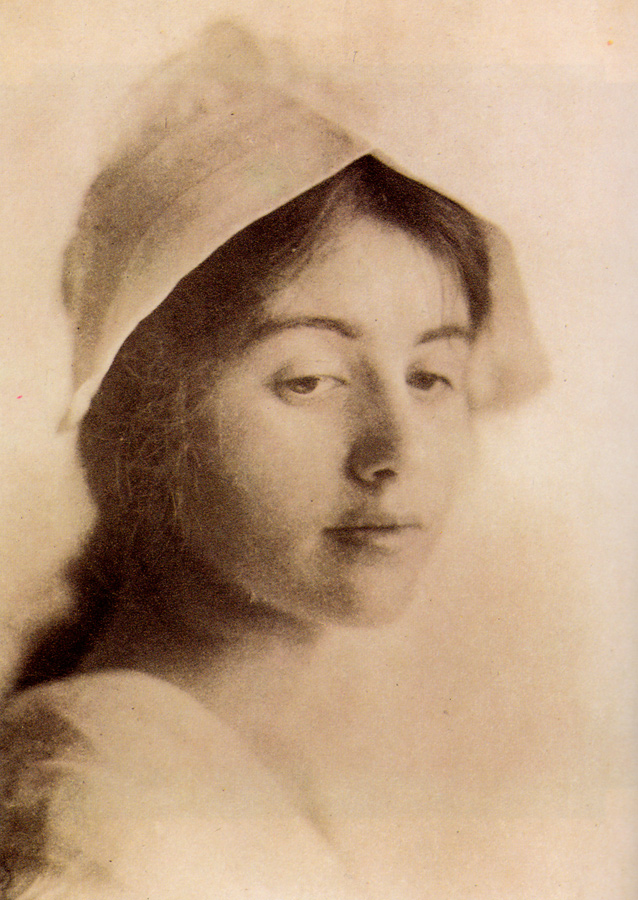
Eva Watson-Schütze: A Study Head, fotogravura publikovaná v Camera Notes, Vol. 4 No. 3, leden 1901

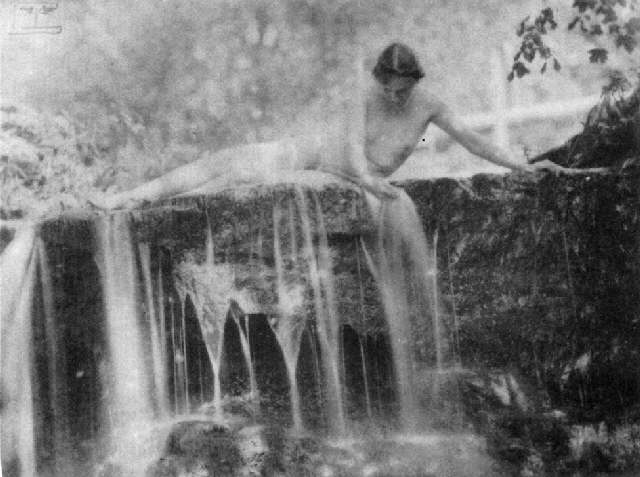
Akt ženy na skále, platinotisk, 16 × 21,5 cm, 1904

Eva Watson-Schütze (16. září 1867 Jersey City – 1935 Chicago) byla americká portrétní fotografka a malířka známá svým piktorialistickým stylem. Byla jednou ze zakládajících členů spolku Fotosecese, kruhu vysoce kreativních a vlivných fotografů, jejichž úsilí pomohlo vynést fotografii na úroveň umělecké formy.

## Život a dílo
Watson-Schütze se narodila v Jersey City ve státě New Jersey 16. září 1867 jako Eva Lawrence Watsonová. Její rodiče byli John a Mary Lawrence Watsonovi a její rodina přišla ze Skotska. Byla nejmladší ze čtyř dětí.
V roce 1883, když jí bylo šestnáct, se zapsala ke studiu Pensylvánské akademie výtvarných umění ve Filadelfii, kde studovala u známého malíře a fotografa Thoma Eakinse. V té době se zajímala o akvarely a olejomalby, a není známo, zda se ještě zajímala o Eakinsovo fotografování.
V devadesátých letech se začala Watsonová zajímat o fotografování a brzy se rozhodla jít touto cestou. V letech 1894 až 1896 sdílela fotografické studio a galerii výtvarného umění v Atlantic City, New Jersey s Amelií Van Burenovou, další absolventkou Akademie ve Philadelphii, se kterou uzavřela „bostonské manželství“. Van Burenová však musela proti své vůli dělat kompromisy ve svém estetickém cítění, aby své obrazy v galerii prodala, vrátila se proto zpátky k fotografování.
Obě ženy byly uznávány jako výtvarné umělkyně a vystavovaly společně na výstavě Pitssburského fotoklubu v roce 1899 a Van Buren byla známá svými portréty, kdysi prohlásila, že jejím cílem je, aby její portréty "odpovídaly těm Sargentovým, Wattsovým a dalších mistrů".
Po rozchodu s Burenovou si Watsonová otevřela vlastní portrétní studio – okolo roku 1897. Rychle se stala známá svým piktorialistickým stylem a její studio se stalo známým místem setkávání fotografů, kterým byla tato tvorba blízká. V té době napsala fotografovi Francesi Benjaminovi Johnstonovi o své víře v budoucnost žen ve fotografii: „Přijde nová éra, kdy ženy začnou létat na křídlech fotografie.“
V roce 1898 bylo vybráno jejích šest fotografií pro výstavu na prvním filadelfském fotografickém „salónu“, kde vystavovala pod jménem Eva Lawrence Watson. Právě díky této výstavě se seznámila s Alfredem Stieglitzem, který byl jedním z členů komise vybírající exponáty.
V roce 1899 byla zvolena členkou Fotografické společnosti ve Filadelfii (Photographic Society of Philadelphia). Fotograf a kritik Joseph Keiley ocenil její práci, kterou ten rok vystavovala a počastoval ji termíny vytříbený vkus a umělecká originalita.
V následujícím roce se sama stala členkou poroty na Philadelfském fotografickém salónu. Její význam velké postavy v oboru fotografie v té době může být jasný z pohledu na ostatní členy poroty: Alfred Stieglitz, Gertrude Käsebierová, Frank Eugene a Clarence H. White.
V roce 1900 ji Johnston požádal, zda by nepředvedla svou práci na průkopnické výstavě amerických fotografek v Paříži. Watsonová namítla: „Byl to jeden z mých speciálních koníčků – a velmi jsem zdůrazňovala, že své práce nechci prezentovat jako ‘práce žen’. Chci, aby bylo mé dílo posuzováno bez ohledu na pohlaví.” Johnston však dále naléhal a Watsonová poslala dvanáct tisků – největší počet od jednoho autora – na výstavu, která se konala v roce 1901.
V roce 1901 se provdala za profesora Martina Schützeho, vystudovaného právníka narozeného v Německu, který získal titul Ph.D. za německou literaturu na University of Pennsylvania v roce 1899. Později získal práci učitele v Chicagu a brzy se do tohoto města přestěhoval. Ve stejném roce byla Watsonová zvolena členkou spolku Linked Ring. Využila také možnosti korespondovat si s některými z nejprogresivnějších fotografů své doby a začala hledat podobně naladěné osobnosti v USA.
V roce 1902 se Alfredu Stieglitzovi zmínila o své myšlence utvořit sdružení nezávislých a stejně smýšlejících fotografů. Několikrát si o tomto tématu psali a do konce roku se spolu se Stieglitzem a dalšími fotografy stala jedním ze zakládajících členů slavného spolku Fotosecese (Photo-Secession). Spolek sdružoval 120 fotografů (členy byli např. Alvin Langdon Coburn, Frank Eugene, Gertrude Käsebierová, Edward Steichen, Alfred Stieglitz, Clarence White). Vedoucí osobností spolku byl Alfred Stieglitz, jehož výstavní síň Malé galerie Fotosecese (Little Galleries of the Photo-Secession, rovněž známá jako Galerie 291) a časopis Camera Work byly s Fotosecesí úzce spjaty. Spolek zanikl po deseti letech, kdy vyvrcholily názorové rozdíly klíčových členů na další směr vývoje umělecké fotografie.
Alfred Stieglitz v roce 1902 Watson-Schütze zařadil ve svém článku v časopise Century Magazine, spolu s Rose Clarkovou, Gertrudou Käsebierovou nebo Mary Devensovou, mezi deset nejvýznamnějších amerických piktorialistických fotografek tehdejší doby.
Přibližně od roku 1903 začala Watson-Schütze trávit léta ve Woodstocku (stát New York) v kolonii Byrdcliffe v Catskillských horách. Spolu s manželem tu později koupili pozemky a vybudovali zde nový domov, který nazvali „Hohenwiesen“ (High Meadows), kde trávila většinu svých letních a podzimních měsíců přibližně od roku 1910 do 1925.
V roce 1905 Joseph Keiley napsal dlouhý článek do Camera Work, kde o ní uvedl, že byla „jedním z nejneochvějnějších a nejupřímnějších nositelů myšlenky piktorialistického hnutí v Americe“.
Když začala trávit více času na Byrdcliffe, probudil se v ní zájem o malbu a během několika let začala trávit více času před plátnem, než za kamerou. Stala se studentkou Williama Emile Schumachera, amerického malíře, který vystavoval na slavné Armory Show roku 1913. Po roce 1910 dělala stále méně a méně fotografií, až s ní v roce 1920 přestala úplně, s výjimkou fotografií rodinných.
V roce 1929 se stala ředitelkou společnosti The Renaissance Society, nesběratelského muzea založeného v roce 1915 na Chicagské Univerzitě. Pod jejím vedením v letech 1929–1935 tato společnost prezentovala průkopnické výstavy raných modernistů, jako byli Pablo Picasso, Georges Braque, Marc Chagall, Jean Arp, Joan Miró nebo Constantin Brancusi. Jean Fulton o ní ve své knize napsal, že „…za těch šest let proměnila z velké části amatérské muzeum na mezinárodně uznávanou organizaci mezi čelními institucemi moderního umění.“
Watson-Schütze zemřela v Chicagu v roce 1935. Později téhož roku uspořádala Renaissance Society pamětní výstavu jejích prací. Ta zahrnovala 32 obrazů a 2 kresby, avšak žádnou z jejích fotografií.
Po smrti Watson-Schütze byly uspořádány dvě retrospektivní výstavy jejích fotografií: Eva Watson-Schütze, Chicago Photo-Secessionist, (ISBN 0-943056-06-3) na University of Chicago Library v roce 1985 a Eva Watson-Schütze, Photographer, dostupné online (ISBN 978-0-615-25832-4) v Samuel Dorsky Museum Art na státní univerzitě State University of New York at New Paltz v roce 2009.

## Růže
Snímek Růže demonstruje vztah Watsonové k vytvoření výrazné siluety. Mladá žena je zobrazena na jednoduchém studiovém pozadí, čímž se zvýraznil nepravidelný obrys šatů ještě zdůrazněný vyšívanou látkou se vzory, který má dívka od ramenou téměř k zemi. Žena je umístěna ve středové kompozici, hledí přímo do fotoaparátu, což přispívá k pocitu rovinnosti, plochosti.
Watson-Schütze zvolila neobvyklý formát: vysoký, úzký, vertikálně orientovaný obdélník, který postava téměř zaplňuje. Prakticky každý element vertikálu zdůrazňuje – výšivky, sestupný lem... Kromě toho drží v rukách žena plně rozvitou růži, jejíž stonek je tak dlouhý, že sahá od krku až po kolena – květina tvoří tenkou tmavou linii, která odráží dívčinu štíhlost. Vertikálu zdůrazňují také její tmavé vlasy, které má napůl vpředu a napůl vzadu. Široká lesklá saténová stuha šatů představuje jednu z mála vodorovných čar na obrázku. Na originálu je v levém horním rohu jasně viditelný monogram Watson-Schützeové.
Snímkem Růže se inspirovala piktorialistická fotografka Jane Reece, která v roce 1907 pořídila svůj autoportrét Dívka s vánoční hvězdou.

## Galerie

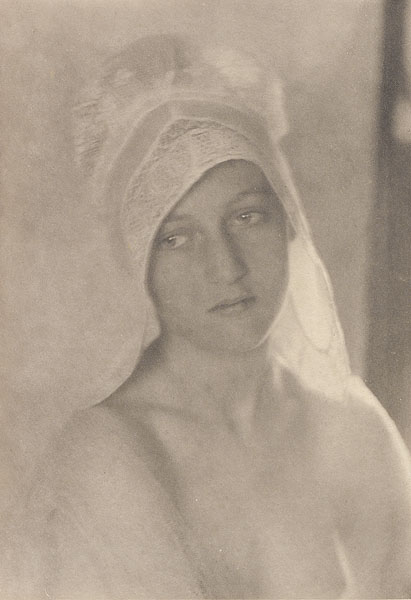
Hlava mladé ženy, 1905
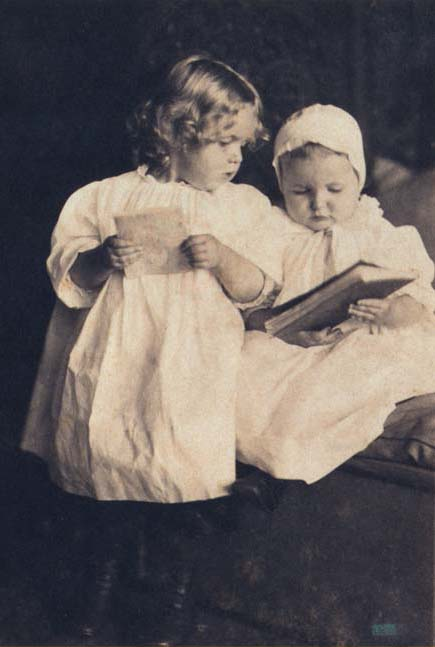
Dětské čtení
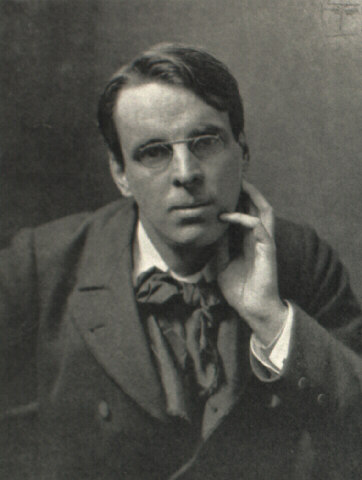
William Butler Yeats, 1910
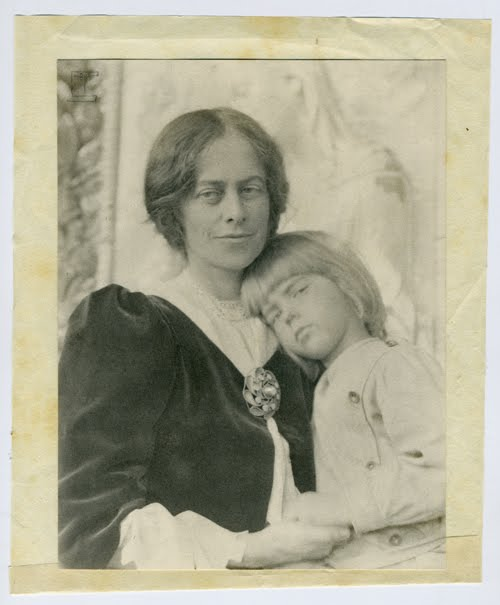
Jane Byrd McCall a Ralph Radcliffe Whiteheadovi, platinotisk
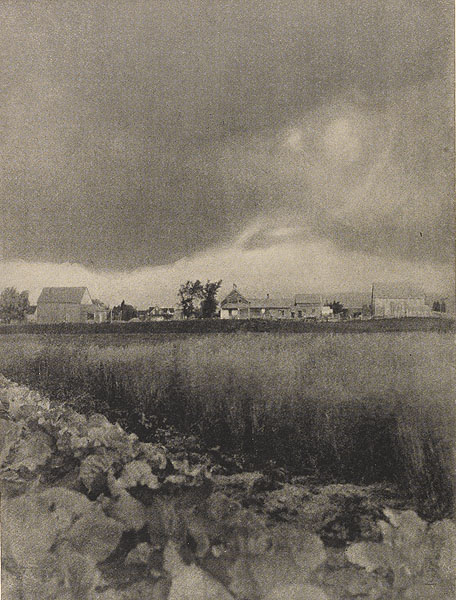
Bouře, Camera Work, 1905
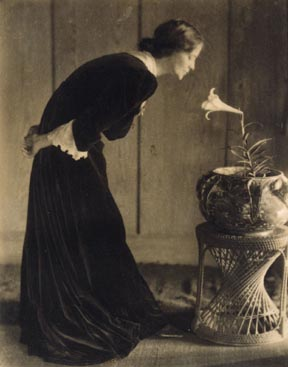
Jane Whitehead a Lilie, 1905
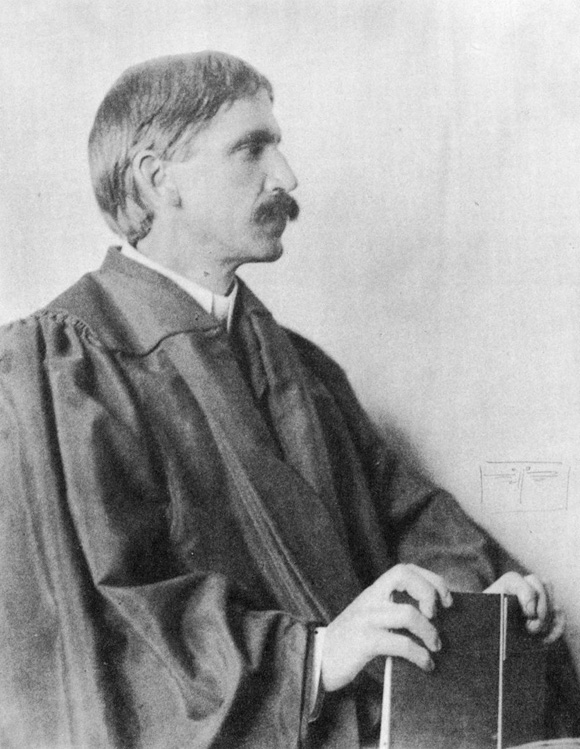
Eva Watson Schütze: John Dewey